# Snipes (película)
Snipes es una película de acción, drama y musical de 2001, dirigida por Rich Murray, que a su vez la escribió junto a Rob Wiser, a cargo de la fotografía estuvo Alexander Buono, el elenco está compuesto por Sam Jones III, Nelly y Zoe Saldaña, entre otros. El filme fue realizado por Ruff Nation Films, se estrenó el 13 de septiembre de 2001.

## Sinopsis
Erik es un muchacho codicioso que dedica más tiempo a difundir volantes de su rapero preferido, Prolifik, que asistiendo a clases. Una noche, él y su mejor amigo hallan un cuerpo sin vida, tiempo después comienza una sucesión de hechos trágicos.

## Recaudo
- Total en EE. UU. y Canadá
  - USD 70,569
- Fin de semana de estreno en EE. UU. y Canadá
  - USD 14,027
  - 8 sep 2002
- Total a nivel mundial
  - USD 70,569